# Albee (Dacota do Sul)
Albee é uma cidade  localizada no estado norte-americano de Dakota do Sul, no Condado de Grant.

## Demografia
Segundo o censo norte-americano de 2000, a sua população era de 10 habitantes.

## Geografia
De acordo com o United States Census Bureau tem uma área de
0,3 km², dos quais 0,3 km² cobertos por terra e 0,0 km² cobertos por água.

## Localidades na vizinhança
O diagrama seguinte representa as localidades num raio de 20 km ao redor de Albee.